# 撼天神塔系列
撼天神塔系列（又译作）是日本Falcom开发的动作角色扮演游戏系列。首作《撼天神塔》1991年发行，对应PC-9801个人电脑。

## 游戏列表
- 撼天神塔（1991年）
- 撼天神塔2 The Planet Buster（1993年）
- 撼天神塔3 Spirit of Balcan（1994年）
- 撼天神塔VT（1996年）